# Женщина издалека
«Женщина издалека» — советский драматический художественный фильм, поставленный в 1978 году режиссёром Тахиром Сабировым на киностудии «Таджикфильм».
Премьера фильма состоялась в Москве, в июне 1979 года.

## Сюжет
1930-е годы в многонациональном СССР. Благодаря дружбе союзных народов молодая украинка Дарья выходит замуж за солдата-таджика Сашу Расулова и уезжает из Украинской ССР в его кишлак, расположенный в Таджикской ССР. У них рождается дочь Лейла, но вскоре начинается Великая Отечественная война и Садриддина Расулова призывают на защиту Родины от фашистских захватчиков. Муж Дарьи Расуловой сапёр на фронте подрывается на мине получает контузию и теряет зрение. Врачи говорят сделали всё что могли и зрение вряд ли вернётся. Имя Садриддин арабского происхождения означает «С верой в сердце». Дарья глубоко в душе верит, что зрение вернётся к её Саше. Закончилась война, соседи возвращаются домой с наградами, а зрение так и не возвращается. Но и упорная борьба Дарьи за возвращение Садриддина к жизни приносит плоды, Даша рожает сына и к Саше возвращается зрение.

## В ролях
| Актёр              | Роль                                             |
| ------------------ | ------------------------------------------------ |
| Ирина Калиновская  | Дарья                                            |
| Хашим Гадоев       | Саша, Садриддин Расулов                          |
| Ситора Алиева      | Лейла, дочь Дарьи и Саши                         |
| Юрий Дедович       | главврач                                         |
| Владимир Плотников | солдат с махоркой                                |
| Камол Саидмурадов  | Джавлон                                          |
| Зоя Толбузина      | пасажирка поезда                                 |
| Дильбар Умарова    | Заханчирова                                      |
| Александр Фатюшин  | танкист, лейтенант                               |
| Юнус Юсупов        | Нозим                                            |
| Нина Тер-Осипян    | добрая тётя Паша с Кавказа, тётя проводницы Шуры |
| Ирина Егорова      | проводница Шура                                  |

## Съёмочная группа
- Режиссёр: Тахир Сабиров
- Сценарист: Николай Фигуровский
- Оператор: Александр Шабатаев
- Композитор: Толиб-хон Шахиди
- Художник: Давид Ильябаев